# José Luis Alcazo Alcazo
José Luis Alcazo Alcazo, també conegut com a Josefo o Chusé Loís, (Albero Baixo, 1954 - Madrid, 13 de setembre de 1979) fou un estudiant espanyol, assassinat per una banda d'ultradreta espanyolista durant la Transició espanyola.

## Trajectòria

### Orígens i assassinat
Nascut a la localitat aragonesa d'Albero Baixo, prop de Sarinyena, l'any 1954, es traslladà a viure a Madrid per a cursar els estudis universitaris d'Enginyeria agrònoma, tot i que a segon curs els abandonà i encetà els d'Història. També milità en cercles universitaris aragonesistes que sorgiren en aquella època, fet que el portà a integrar el Seminari d'Estudis Aragonesos (SEA) i crear un nucli destinat a l'aprenentatge i ensenyament de l'aragonès, juntament amb la seva germana Carmen i altres companys. El 13 de setembre de 1979, després d'acabar els exàmens universitaris, assistí al Parc del Retiro de Madrid, com assíduament feia amb els seus amics Marisol de Mateo, Jesús Oyamburu, Luciano Sánchez i Mariela Quiñones i, de forma addicional aquell dia, Luis Canicio, amic de la Mariela.
A la tarda, en un moment inesperat quan caminaven pel passeig de Fernán Núñez, foren atacats per un grup d'extrema dreta espanyolista autoanomenat «Servicio Especial» (o també «Los bateadores»).
Aquest grup estava format pels majors de 16 anys (edat penal):
- Eduardo Limiñana Sanjuán.
- Fernando Pita da Veiga Corral.
- Ángel Luis Nieto García.
- José Antonio Nieto García.
- Emeterio Iglesias Sánchez.
- Gabriel Rodríguez Medina.
- José Miguel Fernández Marín.
- Miguel Cebrián Carbonell.

I els menors d'edat:
- Pablo Calderón Fornos (14 anys en aquell moment)
- José María Nieto García (15 anys en aquell moment).[1][2]

Alguns d'aquests membres admeteren haver format part de les joventuts de Força Nova, Força Jove, organització responsable de l'assassinat de Miquel Grau, Jorge Caballero, Arturo Ruiz o la matança d'Atocha, entre d'altres. L'atac amb pals i cadenes causà ferides en dos dels joves, Oyamburu i Canicio, i la mort d'Alcazo per es contusions patides per la pallissa. L'assassinat produí una gran commoció i s'organitzaren diverses manifestacions a Osca i a Madrid. El jove fou enterrat al cementiri de la seva localitat natal, previ funeral a l'església del poble.

### Judici
El 17 i 18 de novembre de 1983, l'Audiència Provincial de Madrid jutjà pels fets a vuit acusats en una sala plena d'espectadors i cues a l'exterior per a entrar. Els processats, tots ells fills de militars, foren els majors d'edat penal: Fernando Pita da Veiga (nebot del ministre franquista de Marina Gabriel Pita da Veiga y Sanz), José Antonio i Ángel Luis Nieto, Miguel Cebrián, Eduardo Limiñana, Emeterio Iglesias, Gabriel Rodríguez Medina i José Miguel Fernández Marín. El fiscal sol·licità 27 anys per a Ángel Luis Nieto, 18 anys i sis mesos per a Limiñana, Rodríguez i Cebrián, 9 anys per a José Antonio Nieto i 6 anys i 6 mesos per als tres restants, car qualificà els fets com a homicidi. L'acusació particular demanà 48 anys per a tots ells, excepte pels menors de 18 anys, que la pena es reduiria a 26 anys i sis mesos. Finalment, la defensa sol·licità la lliure absolució pels seus clients, excepte per a Ángel Luis Nieto, a qui demanaren sis mesos d'arrest com a responsable d'un delicte d'imprudència.
En el primer dia, l'acusat Limiñana reconegué que colpejà amb un bat de beisbol per l'esquena a Luis Francisco Canicio, que caigué al terra. A continuació, quan seguí colpejant-lo, Alcazo li subjectà el bat i, després d'un estira i arronsa, li tragué de les mans. Segons Limiñana, «aleshores m'agafà por i demaní ajuda», just abans que diversos dels acusats respongueren a la crida i colpejaren a qui li havia pres el bat. Limiñana afegí que «aquell noi -José Luis Alcazo- sortí fugint i es donà un cop amb la tanca de l'abocador. Miguel, Gabriel, Ángel i jo el perseguírem. També hi havia més gent que no coneixia. Ja no torní a recuperar el bat fins al final i per això li doní puntades de peu i cops (...) però immòbil no es pogué quedar, perquè morí a l'ambulància». També esgrimí al judici que «jo digué quelcom com ara "ens hem passat" però no digué "me l'he carregat"». No obstant això, l'acusat José Antonio Nieto manifestà que havia escoltat dir repetidament a Limiñana «me l'he carregat». Limiñana agregà que fugí «per instint» i que llançà el bat de beisbol dins d'una escletxa d'una paret. També reconegué que, anteriorment, fou condemnat en un judici de faltes per agredir a una persona al carrer amb un pal.
En el segon dia de judici, presentaren declaració sis dels vuits imputats. L'acusat Fernández Marín exposà que:
«anàrem al Retiro per a estar a l'aguait de lladres, drogoaddictes i navallers. Ens dividírem en dos grups perquè no ens pogueren envoltar. Eduardo Limiñana, que portava un bat, sortí i colpejà a un dels que venien. Jo patiní i caigué i no doní cap cop a ningú. L'únic que fiu fou guardar el bat els cinc dies posteriors».
En un altre moment del judici també justificà l'atac contra els joves:
«perquè portaven barbes i melenes, pensàrem que eren delinqüents».
Per la seva banda, l'acusat José Antonio Nieto reconegué que duia un nunchaku (arma de dos pals amb una cadena unida per un extrem); Iglesias, un tancament de mosquetó; i Pita da Veiga, un pal, tot i que digueren que no l'usaren en cap moment. També afegiren que els dos germans Nieto foren prèviament colpejats al Retiro i la defensa exposà aquest fet per a intentar demostrar la inseguretat del parc en aquelles dates.
La Secció Segona de l'Audiència Provincial madrilenya condemnà a Limiñana i Ángel Luís Nieto a 11 anys de presó per homicidi i lesions greus; José Antonio Nieto a 3 anys per lesions; Pita da Veiga i Fernández Marín a 6 mesos per lesions; Iglesias a 5 mesos per lesions; Rodríguez Medina a 2 anys i 6 mesos per homicidi i lesions greus; i a Cebrián a 6 mesos per homicidi. Nogensmenys, tot i haver-se ordenat l'ingrés a presó aquell mateix mes, les autoritats judicials permeteren que passessin el Nadal a casa a petició pròpia i no acabarien empresonats fins al febrer de 1984. Per altra banda, José Antonio Nieto, malgrat no haver complert ni la meitat de la condemna en presó preventiva no tornà a trepitjar la presó després del judici. Cal tenir en compte que la sentència descartà la traïdoria com a agreujant, de manera que el crim fou categoritzat com a homicidi i no com a assassinat. Recorreguda la sentència al Tribunal Suprem espanyol, la cort suprema elevà les penes de privació de llibertat a 22 anys i 8 mesos per a Ángel Luis Nieto, 11 anys i 4 mesos per a Limiñana, 10 anys i 4 mesos per a Rodríguez Medina, 2 anys i 10 mesos per a Cebrián i mantingué la de 3 anys per a Cebrián i José Antonio Nieto i les penes de fins a 6 mesos pels altres tres processats.

### Reconeixements
El 14 de juliol de 2001 fou reconegut per l'Estat espanyol com a víctima del terrorisme i, en conseqüència, se li atorgà pòstumament la Gran Creu de l'Orde de Reconeixement Civil a les Víctimes del Terrorisme.